# Gilbert Seagrave (Theologe)
Gilbert Seagrave (auch Segrave) (* um 1260; † 1312 in Saint-Symphorien-d’Ozon) war ein englischer Geistlicher und Theologe.

## Herkunft und Aufstieg als Geistlicher
Gilbert Seagrave entstammte vermutlich der Familie Seagrave, einer ursprünglich aus Leicestershire stammenden englischen Adelsfamilie. Möglicherweise war er ein jüngerer Sohn von Nicholas Seagrave, 1. Baron Seagrave. Er muss um 1280 an der Universität Oxford die sieben freien Künste studiert haben und lehrte schließlich selbst an der Universität. Als Geistlicher wurde er am 20. November 1282 Rektor von Harlaxton in Lincolnshire. Während er in Oxford lehrte, erhielt er in den nächsten Jahren noch weitere Pfründen, weshalb er aufgrund dieser Ämterhäufung am 3. Februar 1291 einen päpstlichen Dispens erhielt. Unter anderem wurde er am 8. Februar 1297 Kanoniker an der Kathedrale von Lincoln und am 10. Dezember 1303 Archidiakon von Oxford. Bereits zuvor war er jedoch in den Dienst von Erzbischof Thomas Corbridge von York getreten, dem er ab 1301 als Vertreter im Parlament und ab 1303 als Seneschall diente. Am 2. August 1303 wurde er Sakristan der Kapelle St Mary and the Holy Angels in York, doch dieses Amt musste er nach dem Tod von Corbridge auf Druck von König Eduard I. wieder niederlegen. Danach reiste Seagrave nach Frankreich, wo er wohl als Vertreter des englischen Königs im Oktober 1305 an der Krönung von Papst Clemens V. teilnahm. Vermutlich blieb er danach in Frankreich, wo er 1312 am damaligen Papsthof bei Lyon starb. Er wurde in seinem Sterbeort Saint-Symphorien-d’Ozon begraben.  

## Tätigkeit als Theologe
Seagrave soll Autor von mehreren Quaestiones und Quodlibet gewesen sein. Im 16. Jahrhundert sollen sich von seinen Schriften noch mehrere Exemplare in Bibliotheken in Oxford befunden haben sollen, die aber vermutlich später verloren gingen. So ist von seinen Schriften nur eine Entgegnung auf eine Quaestio des Zisterziensers Thomas Kirkeby sowie eine Abhandlung über die Ausstrahlungskraft des Wortes Gottes erhalten. Die Abhandlung ist behandelt ein typisch abstraktes Thema der Theologie der damaligen Zeit. Vermutlich wurde sie etwa 1297 verfasst, und sie zeigt, dass Seagrave ein Anhänger der bekannten Oxforder Theologen Richard Clive, Thomas Sutton und William of Macclesfield aus dem Umfeld von Duns Scotus war. 